# Championnat de France de rugby à XV de 1re division fédérale 2005-2006
Navigation
Fédérale 1 2004-2005 Fédérale 1 2006-2007
Pour un article plus général, voir Championnat de France de rugby à XV de 1re division fédérale.
Le Championnat de France de 1re division fédérale 2005-2006 voit s'affronter 48 équipes parmi lesquelles trois seront promues en Pro D2 et douze seront reléguées en Fédérale 2. La compétition se déroule du 18 septembre 2005 au 11 juin 2006.
FC Grenoble, USA Limoges et CA Périgueux disputent cette saison de Fédérale 1, ayant été relégué de Pro D2.
Les clubs de RC Vichy, US La Seyne, CSM Gennevilliers, US Montmélian, Stade nantais UC, Avenir valencien, CA Lannemezan, SA Saint-Sever, Céret sportif et ES Catalane ont été promus la saison précédente.

## Formule
Ce championnat débute par une phase préliminaire regroupant 48 équipes dans 6 poules. Elle est suivie par deux compétitions distinctes :
- la première (play-offs), appelée « Trophée Jean Prat » depuis 2005, permet de désigner le champion ainsi que l’autre équipe appelée à monter en Pro D2;
- la deuxième (play-downs), continuant sous le nom de « Championnat de France de 1re division fédérale », permet de désigner les 12 équipes qui seront reléguées en Fédérale 2 et celles qui se maintiendront en Fédérale 1.

### Phase préliminaire
48 équipes réparties en 6 poules de 8. Chaque équipe rencontre les 7 autres équipes de la poule en matches aller/retour - soit 14 rencontres par équipe.
À l'issue de la phase préliminaire: 
- les 4 équipes les mieux classées dans chaque poule sont qualifiées pour le Trophée Jean Prat (play-offs) - soit 24 équipes.
- les 4 autres équipes poursuivent le championnat de 1re division fédérale et jouent la deuxième phase  (play-downs) de celui-ci - soit 24 équipes.

### Deuxième phase
Cette partie du championnat est réservée aux 24 clubs finissant entre la 5e et 8e places de chaque poule durant la phase préliminaire.
Ces 24 clubs sont répartis en 4 poules de 6 et se rencontrent en matches aller/retour sachant que les points marqués et les suspensions obtenues durant la phase préliminaire sont conservés.
À l'issue de cette phase:
- les 3 premiers de chaque poule - soit 12 équipes - se qualifient pour une phase finale, dont le vainqueur de celle-ci remporte un titre honorifique de champion de France, mais n'est pas promu au niveau supérieur.
- les 3 derniers de chaque poule - soit 12 équipes - sont relégués en Fédérale 2.

### Trophée Jean Prat
Cette partie du championnat est réservée aux 24 clubs finissant entre la 1re et 4e places de chaque poule durant la phase préliminaire. Ces 24 clubs sont répartis en 6 poules de 4 et se rencontrent en matches aller/retour sachant que les points marqués et les suspensions obtenues durant la phase préliminaire ne sont pas conservés.
À l'issue de cette phase :
- les 2 premiers de chaque poule - soit 12 équipes - se qualifient pour les 1⁄4 de la phase finale du trophée, sachant que :
  - les 4 meilleurs premiers sont qualifiés automatiquement pour les 1⁄4 de finale ;
  - les 2 autres premiers et les 6 deuxièmes se rencontrent en barrages pour l'attribution des 4 autres places pour les 1⁄4 de finale - soit 4 matches sur terrain neutre ;
- les 1⁄4 de finale ont lieu en matches aller/retour ;
- les 1⁄2 de finale ont lieu en matches aller/retour ;
- les vainqueurs des 1⁄2 sont promus en Pro D2 et se qualifient pour la finale ;
- les perdants des 1⁄2 jouent une "petite finale" ;
- au total 3 équipes sont promues en Pro D2.

## Saison régulière

### Poule 1
| Club            | Ville            | Saison 2004-2005 | Site officiel |
| --------------- | ---------------- | ---------------- | ------------- |
| RC Aubenas      | Aubenas          |                  | Site officiel |
| AS Bédarrides   | Bédarrides       |                  | Site officiel |
| RO Grasse       | Grasse           |                  | Site officiel |
| US La Seyne     | La Seyne-sur-Mer |                  | Site officiel |
| RO Lunel        | Lunel            |                  | Site officiel |
| RC Nîmes        | Nîmes            |                  | -             |
| Valence sportif | Valence          |                  | -             |
| RC Vichy        | Vichy            |                  | Site officiel |

| Rang | Club       | J  | V  | N | D  | Pm  | Pe  | Diff | Pts |
| ---- | ---------- | -- | -- | - | -- | --- | --- | ---- | --- |
| 1    | Nîmes      | 14 | 12 | 0 | 2  | 330 | 163 | +167 | 38  |
| 2    | Valence    | 14 | 7  | 1 | 6  | 181 | 204 | -23  | 29  |
| 3    | Bédarrides | 15 | 7  | 0 | 8  | 284 | 217 | +67  | 28  |
| 4    | Lunel      | 15 | 7  | 0 | 8  | 185 | 209 | -24  | 28  |
| 5    | La Seyne   | 14 | 6  | 1 | 7  | 242 | 271 | -29  | 27  |
| 6    | Aubenas    | 14 | 6  | 1 | 7  | 216 | 248 | -32  | 27  |
| 7    | Vichy      | 12 | 5  | 1 | 6  | 253 | 285 | -32  | 25  |
| 8    | Grasse     | 14 | 4  | 0 | 10 | 157 | 251 | -94  | 22  |

|  | Qualifiés pour le Trophée Jean-Prat (no 1, no 2, no 3, no 4).                                                                               |
|  | Qualifiés pour les Play-down (no 5, no 6, no 7, no 8).                                                                                      |
|  | V : Victoires • N : Matches Nuls • D : Défaites • PP : Points Pour (marqués) • PC : Points Contre (encaissés) • Diff : Différence de points |

### Poule 2
| Club              | Ville            | Saison 2004-2005 | Site officiel |
| ----------------- | ---------------- | ---------------- | ------------- |
| US Beaurepaire    | Beaurepaire      |                  | Site officiel |
| US Bressane       | Bourg-en-Bresse  |                  | Site officiel |
| RC Chalon         | Chalon-sur-Saône |                  | -             |
| SO Chambéry       | Chambéry         |                  | Site officiel |
| CSM Gennevilliers | Gennevilliers    |                  | Site officiel |
| FC Grenoble       | Grenoble         |                  | Site officiel |
| CS Lons Jura      | Lons-le-Saunier  |                  | -             |
| US Montmélian     | Montmélian       |                  | Site officiel |

| Rang | Club             | J  | V  | N | D  | Pm  | Pe  | Diff | Pts |
| ---- | ---------------- | -- | -- | - | -- | --- | --- | ---- | --- |
| 1    | Grenoble         | 14 | 11 | 0 | 3  | 276 | 169 | +107 | 36  |
| 2    | Chalon-sur-Saône | 14 | 10 | 0 | 4  | 348 | 207 | +141 | 34  |
| 3    | Chambéry         | 14 | 10 | 0 | 4  | 271 | 256 | +15  | 34  |
| 4    | Bourg-en-Bresse  | 14 | 7  | 3 | 4  | 246 | 181 | +65  | 31  |
| 5    | Beaurepaire      | 14 | 7  | 0 | 7  | 225 | 292 | -67  | 28  |
| 6    | Gennevilliers    | 14 | 4  | 1 | 9  | 219 | 249 | -30  | 23  |
| 7    | US Montmélian    | 14 | 2  | 1 | 11 | 190 | 297 | -107 | 19  |
| 8    | Lons-le-Saunier  | 14 | 2  | 1 | 11 | 179 | 303 | -124 | 19  |

|  | Qualifiés pour le Trophée Jean-Prat (no 1, no 2, no 3, no 4).                                                                               |
|  | Qualifiés pour les Play-down (no 5, no 6, no 7, no 8).                                                                                      |
|  | V : Victoires • N : Matches Nuls • D : Défaites • PP : Points Pour (marqués) • PC : Points Contre (encaissés) • Diff : Différence de points |

### Poule 3
| Club                       | Ville         | Saison 2004-2005 | Site officiel |
| -------------------------- | ------------- | ---------------- | ------------- |
| RC Arras                   | Arras         |                  | Site officiel |
| AC Bobigny                 | Bobigny       |                  | Site officiel |
| Stade domontois Val-d'Oise | Domont        |                  | Site officiel |
| RC Massy Essonne           | Massy         |                  | Site officiel |
| Stade nantais UC           | Nantes        |                  | Site officiel |
| Stade Poitevin             | Poitiers      |                  | Site officiel |
| Sporting nazairien rugby   | Saint-Nazaire |                  | Site officiel |
| US Tours                   | Tours         | Promu            | Site officiel |

| Rang | Club          | J  | V  | N | D  | Pm  | Pe  | Diff | Pts |
| ---- | ------------- | -- | -- | - | -- | --- | --- | ---- | --- |
| 1    | Massy         | 14 | 10 | 2 | 2  | 325 | 208 | +117 | 36  |
| 2    | Tours         | 14 | 8  | 1 | 5  | 276 | 238 | +38  | 31  |
| 3    | Saint-Nazaire | 14 | 8  | 0 | 6  | 275 | 254 | +21  | 30  |
| 4    | Bobigny       | 14 | 7  | 1 | 6  | 228 | 214 | +14  | 29  |
| 5    | Poitiers      | 14 | 7  | 0 | 7  | 250 | 253 | -3   | 28  |
| 6    | Domont        | 14 | 6  | 0 | 8  | 269 | 300 | -31  | 26  |
| 7    | Nantes        | 14 | 4  | 0 | 10 | 235 | 290 | -55  | 22  |
| 8    | Arras         | 14 | 4  | 0 | 10 | 238 | 339 | -101 | 22  |

|  | Qualifiés pour le Trophée Jean-Prat (no 1, no 2, no 3, no 4).                                                                               |
|  | Qualifiés pour les Play-down (no 5, no 6, no 7, no 8).                                                                                      |
|  | V : Victoires • N : Matches Nuls • D : Défaites • PP : Points Pour (marqués) • PC : Points Contre (encaissés) • Diff : Différence de points |

### Poule 4
| Club                     | Ville                 | Saison 2004-2005 | Site officiel |
| ------------------------ | --------------------- | ---------------- | ------------- |
| Blagnac SCR              | Blagnac               |                  | Site officiel |
| Cahors rugby             | Cahors                |                  | Site officiel |
| UA Gaillac               | Gaillac               |                  | Site officiel |
| Gourdon XV Bouriane      | Gourdon               |                  | -             |
| Limoges rugby            | Limoges               |                  | Site officiel |
| Lombez Samatan club      | Lombez-Samatan        |                  | Site officiel |
| UR Marmande Casteljaloux | Marmande-Casteljaloux |                  | Site officiel |
| Avenir valencien         | Valence-d'Agen        | Promu            | Site officiel |

| Rang | Club                  | J  | V  | N | D  | Pm  | Pe  | Diff | Pts |
| ---- | --------------------- | -- | -- | - | -- | --- | --- | ---- | --- |
| 1    | Limoges               | 14 | 11 | 1 | 2  | 417 | 192 | +225 | 37  |
| 2    | Gaillac               | 14 | 10 | 1 | 3  | 263 | 166 | +97  | 35  |
| 3    | Blagnac               | 14 | 7  | 1 | 6  | 253 | 224 | +29  | 29  |
| 4    | Cahors                | 14 | 7  | 1 | 6  | 298 | 287 | +11  | 29  |
| 5    | Marmande-Casteljaloux | 14 | 6  | 2 | 6  | 234 | 257 | -23  | 28  |
| 6    | Valence d'Agen        | 14 | 4  | 2 | 8  | 220 | 264 | -44  | 24  |
| 7    | Gourdon               | 14 | 4  | 0 | 10 | 209 | 337 | -128 | 22  |
| 8    | Lombez-Samatan        | 14 | 3  | 0 | 11 | 204 | 371 | -167 | 20  |

|  | Qualifiés pour le Trophée Jean-Prat (no 1, no 2, no 3, no 4).                                                                               |
|  | Qualifiés pour les Play-down (no 5, no 6, no 7, no 8).                                                                                      |
|  | V : Victoires • N : Matches Nuls • D : Défaites • PP : Points Pour (marqués) • PC : Points Contre (encaissés) • Diff : Différence de points |

### Poule 5
| Club                 | Ville              | Saison 2004-2005 | Site officiel |
| -------------------- | ------------------ | ---------------- | ------------- |
| CABBG                | Bordeaux-bègles    |                  | Site officiel |
| US testerine         | La Teste           |                  | Site officiel |
| CA Lannemezan        | Lannemezan         |                  | Site officiel |
| FC Lourdes           | Lourdes            |                  | Site officiel |
| CA Périgueux         | Périgueux          |                  | Site officiel |
| SA Sint-Sever        | Saint-Sever        |                  | Site officiel |
| Saint-Paul SR        | Saint-Paul-lès-Dax |                  | Site officiel |
| Saint-Jean-de-Luz OR | Saint-Jean-de-Luz  |                  | Site officiel |

| Rang | Club               | J  | V  | N | D  | Pm  | Pe  | Diff | Pts |
| ---- | ------------------ | -- | -- | - | -- | --- | --- | ---- | --- |
| 1    | Bordeaux-Bègles    | 14 | 11 | 1 | 2  | 301 | 196 | +105 | 37  |
| 2    | Saint-Jean-de-Luz  | 14 | 10 | 0 | 4  | 355 | 216 | +139 | 34  |
| 3    | Périgueux          | 14 | 8  | 0 | 6  | 222 | 217 | +5   | 30  |
| 4    | Lourdes            | 14 | 8  | 0 | 6  | 280 | 298 | -18  | 30  |
| 5    | Lannemezan         | 14 | 7  | 0 | 7  | 319 | 248 | +71  | 28  |
| 6    | Saint-Paul-lès-Dax | 14 | 6  | 1 | 7  | 294 | 279 | +15  | 27  |
| 7    | La Teste           | 14 | 5  | 0 | 9  | 249 | 313 | -64  | 24  |
| 8    | Saint-Sever        | 14 | 0  | 0 | 14 | 164 | 417 | -253 | 14  |

|  | Qualifiés pour le Trophée Jean-Prat (no 1, no 2, no 3, no 4).                                                                               |
|  | Qualifiés pour les Play-down (no 5, no 6, no 7, no 8).                                                                                      |
|  | V : Victoires • N : Matches Nuls • D : Défaites • PP : Points Pour (marqués) • PC : Points Contre (encaissés) • Diff : Différence de points |

### Poule 6
| Club              | Ville                     | Saison 2004-2005 | Site officiel |
| ----------------- | ------------------------- | ---------------- | ------------- |
| ES Catalane       | Argelès-sur-Mer           |                  | Site officiel |
| Céret sportif     | Céret                     |                  | Site officiel |
| AS Fleurantine    | Fleurance                 |                  | Site officiel |
| SC Graulhet       | Graulhet                  |                  | Site officiel |
| AS Lavaur         | Lavaur                    |                  | Site officiel |
| SO Millau         | Millau                    |                  | Site officiel |
| FC Oloron         | Oloron-Sainte-Marie       |                  | -             |
| FC villefranchois | Villefranche-de-Lauragais |                  | Site officiel |

| Rang | Club                      | J  | V | N | D  | Pm  | Pe  | Diff | Pts |
| ---- | ------------------------- | -- | - | - | -- | --- | --- | ---- | --- |
| 1    | Oloron                    | 14 | 9 | 0 | 5  | 334 | 228 | +106 | 32  |
| 2    | Graulhet                  | 14 | 8 | 2 | 4  | 298 | 262 | +36  | 32  |
| 3    | Fleurance                 | 14 | 8 | 1 | 5  | 284 | 248 | +36  | 31  |
| 4    | Lavaur                    | 14 | 8 | 0 | 6  | 287 | 245 | +42  | 30  |
| 5    | Millau                    | 14 | 7 | 1 | 6  | 206 | 244 | -38  | 29  |
| 6    | ES Catalane               | 14 | 6 | 1 | 7  | 309 | 278 | +31  | 27  |
| 7    | Céret                     | 14 | 5 | 1 | 8  | 252 | 286 | -34  | 25  |
| 8    | Villefranche-de-Lauragais | 14 | 2 | 0 | 12 | 188 | 367 | -179 | 18  |

|  | Qualifiés pour le Trophée Jean-Prat (no 1, no 2, no 3, no 4).                                                                               |
|  | Qualifiés pour les Play-down (no 5, no 6, no 7, no 8).                                                                                      |
|  | V : Victoires • N : Matches Nuls • D : Défaites • PP : Points Pour (marqués) • PC : Points Contre (encaissés) • Diff : Différence de points |

## Trophée Jean-Prat

### Poule 1
| Rang | Club       | J | V | N | D | Pm  | Pe  | Diff | Pts |
| ---- | ---------- | - | - | - | - | --- | --- | ---- | --- |
| 1    | Nîmes      | 6 | 5 | 0 | 1 | 147 | 74  | +73  | 16  |
| 2    | Bédarrides | 6 | 4 | 0 | 2 | 122 | 92  | +30  | 14  |
| 3    | Valence    | 6 | 2 | 0 | 4 | 83  | 142 | -59  | 10  |
| 4    | Chambéry   | 6 | 1 | 0 | 5 | 81  | 125 | -44  | 8   |

|  | Qualifiés pour la phase finale (no 1, no 2).                                                                                                |
|  | V : Victoires • N : Matches Nuls • D : Défaites • PP : Points Pour (marqués) • PC : Points Contre (encaissés) • Diff : Différence de points |

### Poule 2
| Rang | Club            | J | V | N | D | Pm  | Pe  | Diff | Pts |
| ---- | --------------- | - | - | - | - | --- | --- | ---- | --- |
| 1    | Cahors          | 6 | 4 | 0 | 2 | 145 | 118 | +27  | 14  |
| 2    | Fleurance       | 6 | 3 | 0 | 3 | 115 | 156 | -41  | 12  |
| 3    | Tours           | 6 | 3 | 0 | 3 | 124 | 99  | +25  | 12  |
| 4    | Bordeaux-Bègles | 6 | 2 | 0 | 4 | 115 | 126 | -11  | 10  |

|  | Qualifiés pour la phase finale (no 1, no 2).                                                                                                |
|  | V : Victoires • N : Matches Nuls • D : Défaites • PP : Points Pour (marqués) • PC : Points Contre (encaissés) • Diff : Différence de points |

### Poule 3
| Rang | Club          | J | V | N | D | Pm  | Pe  | Diff | Pts |
| ---- | ------------- | - | - | - | - | --- | --- | ---- | --- |
| 1    | Limoges       | 6 | 6 | 0 | 0 | 171 | 55  | +116 | 18  |
| 2    | Saint-Nazaire | 6 | 3 | 0 | 3 | 110 | 150 | -40  | 12  |
| 3    | Bobigny       | 6 | 2 | 0 | 4 | 114 | 132 | -18  | 10  |
| 4    | Oloron        | 6 | 1 | 0 | 5 | 85  | 143 | -58  | 8   |

|  | Qualifiés pour la phase finale (no 1, no 2).                                                                                                |
|  | V : Victoires • N : Matches Nuls • D : Défaites • PP : Points Pour (marqués) • PC : Points Contre (encaissés) • Diff : Différence de points |

### Poule 4
| Rang | Club              | J | V | N | D | Pm  | Pe  | Diff | Pts |
| ---- | ----------------- | - | - | - | - | --- | --- | ---- | --- |
| 1    | Massy             | 6 | 5 | 0 | 1 | 188 | 122 | +66  | 16  |
| 2    | Saint-Jean-de-Luz | 6 | 4 | 0 | 2 | 122 | 116 | +6   | 12  |
| 3    | Lourdes           | 6 | 3 | 0 | 3 | 153 | 177 | -24  | 12  |
| 4    | Périgueux         | 6 | 1 | 0 | 5 | 126 | 174 | -48  | 8   |

|  | Qualifiés pour la phase finale (no 1, no 2).                                                                                                |
|  | V : Victoires • N : Matches Nuls • D : Défaites • PP : Points Pour (marqués) • PC : Points Contre (encaissés) • Diff : Différence de points |

### Poule 5
| Rang | Club             | J | V | N | D | Pm  | Pe  | Diff | Pts |
| ---- | ---------------- | - | - | - | - | --- | --- | ---- | --- |
| 1    | Grenoble         | 6 | 5 | 0 | 1 | 127 | 69  | +58  | 16  |
| 2    | Lavaur           | 6 | 3 | 0 | 3 | 72  | 95  | -23  | 12  |
| 3    | Chalon-sur-Saône | 6 | 3 | 0 | 3 | 113 | 66  | +47  | 12  |
| 4    | Blagnac          | 6 | 1 | 0 | 5 | 88  | 170 | -82  | 8   |

|  | Qualifiés pour la phase finale (no 1, no 2).                                                                                                |
|  | V : Victoires • N : Matches Nuls • D : Défaites • PP : Points Pour (marqués) • PC : Points Contre (encaissés) • Diff : Différence de points |

### Poule 6
| Rang | Club            | J | V | N | D | Pm  | Pe  | Diff | Pts |
| ---- | --------------- | - | - | - | - | --- | --- | ---- | --- |
| 1    | Gaillac         | 6 | 5 | 0 | 1 | 225 | 108 | +117 | 16  |
| 2    | Bourg-en-Bresse | 6 | 4 | 0 | 2 | 100 | 96  | +4   | 14  |
| 3    | Graulhet        | 6 | 2 | 0 | 4 | 118 | 127 | -9   | 10  |
| 4    | Lunel           | 6 | 1 | 0 | 5 | 70  | 182 | -112 | 8   |

|  | Qualifiés pour la phase finale (no 1, no 2).                                                                                                |
|  | V : Victoires • N : Matches Nuls • D : Défaites • PP : Points Pour (marqués) • PC : Points Contre (encaissés) • Diff : Différence de points |

### Phase finale
Les demi-finales se jouent en match aller-retour. Les points marqués lors de chaque match sont séparés par une barre verticale « | ». Le vainqueur est celui qui a marqué le plus de points sur l'ensemble des deux rencontres.
|  | Huitièmes de finale | Huitièmes de finale |          |         | Quarts de finale | Quarts de finale |  |  | Demi-finales | Demi-finales |  |  | Finale | Finale |
|  | Huitièmes de finale | Huitièmes de finale |          |         | Quarts de finale | Quarts de finale |  |  | Demi-finales | Demi-finales |  |  | Finale | Finale |
|  |                     |                     |          |         |                  |                  |  |  |              |              |  |  |        |        |
|  |                     |                     |          |         |                  |                  |  |  |              |              |  |  |        |        |
|  |                     |                     |          |         |                  |                  |  |  |              |              |  |  |        |        |
|  | Saint-Nazaire       | 9                   |          |         |                  |                  |  |  |              |              |  |  |        |        |
|  | Saint-Nazaire       | 9                   |          |         |                  |                  |  |  |              |              |  |  |        |        |
|  | Grenoble            | 21                  |          |         |                  |                  |  |  |              |              |  |  |        |        |
|  | Grenoble            | 21                  | Massy    | 23      |                  |                  |  |  |              |              |  |  |        |        |
|  |                     |                     | Massy    | 23      |                  |                  |  |  |              |              |  |  |        |        |
|  |                     | Grenoble            | 30       |         |                  |                  |  |  |              |              |  |  |        |        |
|  | -                   | Grenoble            | 30       | -       |                  |                  |  |  |              |              |  |  |        |        |
|  | -                   |                     |          | -       |                  |                  |  |  |              |              |  |  |        |        |
|  | Massy               | -                   |          |         |                  |                  |  |  |              |              |  |  |        |        |
|  | Massy               | -                   | Grenoble | 25 \| 9 |                  |                  |  |  |              |              |  |  |        |        |
|  |                     |                     | Grenoble | 25 \| 9 |                  |                  |  |  |              |              |  |  |        |        |
|  |                     | Limoges             | 14 \| 26 |         |                  |                  |  |  |              |              |  |  |        |        |
|  | Bédarrides          | Limoges             | 14 \| 26 | 30      |                  |                  |  |  |              |              |  |  |        |        |
|  | Bédarrides          |                     |          | 30      |                  |                  |  |  |              |              |  |  |        |        |
|  | Saint-Jean-de-Luz   | 19                  |          |         |                  |                  |  |  |              |              |  |  |        |        |
|  | Saint-Jean-de-Luz   | 19                  | Limoges  | 29      |                  |                  |  |  |              |              |  |  |        |        |
|  |                     |                     | Limoges  | 29      |                  |                  |  |  |              |              |  |  |        |        |
|  |                     | Bédarrides          | 17       |         |                  |                  |  |  |              |              |  |  |        |        |
|  | -                   | Bédarrides          | 17       | -       |                  |                  |  |  |              |              |  |  |        |        |
|  | -                   |                     |          | -       |                  |                  |  |  |              |              |  |  |        |        |
|  | Limoges             | -                   |          |         |                  |                  |  |  |              |              |  |  |        |        |
|  | Limoges             | -                   | Limoges  | 18      |                  |                  |  |  |              |              |  |  |        |        |
|  |                     |                     | Limoges  | 18      |                  |                  |  |  |              |              |  |  |        |        |
|  |                     | Gaillac             | 21       |         |                  |                  |  |  |              |              |  |  |        |        |
|  | Fleurance           | Gaillac             | 21       | 24      |                  |                  |  |  |              |              |  |  |        |        |
|  | Fleurance           |                     |          | 24      |                  |                  |  |  |              |              |  |  |        |        |
|  | Cahors              | 32                  |          |         |                  |                  |  |  |              |              |  |  |        |        |
|  | Cahors              | 32                  | Nîmes    | 30      |                  |                  |  |  |              |              |  |  |        |        |
|  |                     |                     | Nîmes    | 30      |                  |                  |  |  |              |              |  |  |        |        |
|  |                     | Cahors              | 10       |         |                  |                  |  |  |              |              |  |  |        |        |
|  | -                   | Cahors              | 10       | -       |                  |                  |  |  |              |              |  |  |        |        |
|  | -                   |                     |          | -       |                  |                  |  |  |              |              |  |  |        |        |
|  | Nîmes               | -                   |          |         |                  |                  |  |  |              |              |  |  |        |        |
|  | Nîmes               | -                   | Nîmes    | 10 \| 5 |                  |                  |  |  |              |              |  |  |        |        |
|  |                     |                     | Nîmes    | 10 \| 5 |                  |                  |  |  |              |              |  |  |        |        |
|  |                     | Gaillac             | 39 \| 30 |         |                  |                  |  |  |              |              |  |  |        |        |
|  | Lavaur              | Gaillac             | 39 \| 30 | 9       |                  |                  |  |  |              |              |  |  |        |        |
|  | Lavaur              |                     |          | 9       |                  |                  |  |  |              |              |  |  |        |        |
|  | Bourg-en-Bresse     | 25                  |          |         |                  |                  |  |  |              |              |  |  |        |        |
|  | Bourg-en-Bresse     | 25                  | Gaillac  | 21      |                  |                  |  |  |              |              |  |  |        |        |
|  |                     |                     | Gaillac  | 21      |                  |                  |  |  |              |              |  |  |        |        |
|  |                     | Bourg-en-Bresse     | 16       |         |                  |                  |  |  |              |              |  |  |        |        |
|  | -                   | Bourg-en-Bresse     | 16       | -       |                  |                  |  |  |              |              |  |  |        |        |
|  | -                   |                     |          | -       |                  |                  |  |  |              |              |  |  |        |        |
|  | Gaillac             | -                   |          |         |                  |                  |  |  |              |              |  |  |        |        |
|  | Gaillac             | -                   |          |         |                  |                  |  |  |              |              |  |  |        |        |

### Finale
| Samedi 18 juin 2006 | Limoges rugby | 18 - 21 (12 - 11) | Union athlétique gaillacoise | Stade Antoine-Béguère, Lourdes Arbitre : Hervé Dubès |
| Samedi 18 juin 2006 | Essai(s) : 2 Romuald Paillat (13e), François Beaugendre (44e) Transformation(s) : 1 Eric Mestre (13e) Pénalité(s) : 2 Eric Mestre (59e, 68e) |                   | Essai(s) : 2 Jérôme Carrat (25e), Gérald Fabre (61e) Transformation(s) : 1 Patrice Giry (61e Pénalité(s) : 3 Patrice Giry (4e, 18e Drop(s) : 1 Patrice Giry (80e) | Stade Antoine-Béguère, Lourdes Arbitre : Hervé Dubès |
| Samedi 18 juin 2006 | |                   | | Stade Antoine-Béguère, Lourdes Arbitre : Hervé Dubès |

| Titulaires · Eric Mestre 15 · François Beaugendre 14 · 52e Romuald Paillat 13 · Cédric Morel 12 · Eric Cazenavette 11 · Ionut Tofan 10 · Sébastien Bonnet 9 · 13e 18e 70e Yannick Ouadec 8 · Cyril Charrier 7 · Emmanuel Balthazar 6 · Crisjan Van der Westhuizen 5 · Robert Voves 4 · 35e Craig Thornilley 3 · 63e Jean-Jacques Taofifénua 2 · 45e Sylvain Narp 1 · Remplaçants · 63e Ludovic Vivensang 16 · 45e Rodrigo Martinez 17 · 35e Jérôme Filitoga-Taofifénua 18 · 13e 18e 85e Richard Wild 19 · 70e 85e Matthieu Pélissier 20 · 52e Jean Christian Correge 21 · 22 · Entraîneur · Marc Dal Maso, Raphaël Steyer |  | Titulaires · 15 Jérôme Carrat · 14 Fabrice Estebanez 55e · 13 Denis Bédé 6e 10e 30e 35e · 12 Olivier Bonvoisin · 11 Gérald Fabre · 10 Patrice Giry · 9 Mathieu Farfart · 8 Christophe Marth · 7 Arnaud Costes · 6 Serge Louembet 55e · 5 Frédéric Laluque · 4 Nejmi Kara 75e · 3 Aziz Benali 50e · 2 Pascal Astruc 50e · 1 Xavier Naulleau 50e · Remplaçants · 16 Mathieu Bonello 50e · 17 Grégory Ségur 50e · 18 Stephane Sanchez 50e · 19 Yannick Le Gueuziec 75e · 20 Sylvain Peguillan 55e · 21 Martin Worthington 6e 10e 30e 35e 55e · 22 · Entraîneur · Alain Gaillard, Christophe Lucquiaud |

## Play-Down

### Poule 1
| Rang | Club          | J  | V  | N | D  | Pm  | Pe  | Diff | Pts |
| ---- | ------------- | -- | -- | - | -- | --- | --- | ---- | --- |
| 1    | Aubenas       | 22 | 11 | 1 | 10 | 370 | 384 | -14  | 45  |
| 2    | Poitiers      | 22 | 10 | 0 | 12 | 384 | 374 | +10  | 42  |
| 3    | Gennevilliers | 22 | 9  | 1 | 12 | 336 | 363 | -27  | 41  |
| 4    | Grasse        | 22 | 9  | 0 | 13 | 309 | 362 | -53  | 40  |
| 5    | Nantes        | 22 | 8  | 0 | 14 | 369 | 437 | -68  | 38  |
| 6    | Montmélian    | 22 | 4  | 1 | 17 | 349 | 518 | -169 | 31  |

|  | Qualifiés pour la phase finale (no 1, no 2, no 3).                                                                                          |
|  | Relégués en Fédérale 2 (no 4, no 5, no 6).                                                                                                  |
|  | V : Victoires • N : Matches Nuls • D : Défaites • PP : Points Pour (marqués) • PC : Points Contre (encaissés) • Diff : Différence de points |

### Poule 2
| Rang | Club            | J  | V  | N | D  | Pm  | Pe  | Diff | Pts |
| ---- | --------------- | -- | -- | - | -- | --- | --- | ---- | --- |
| 1    | Domont          | 22 | 12 | 0 | 10 | 460 | 395 | +65  | 46  |
| 2    | La Seyne        | 22 | 11 | 1 | 10 | 433 | 376 | +57  | 45  |
| 3    | Beaurepaire     | 22 | 11 | 0 | 11 | 353 | 493 | -140 | 44  |
| 4    | Vichy           | 22 | 9  | 1 | 12 | 415 | 429 | -14  | 41  |
| 5    | Arras           | 22 | 9  | 0 | 13 | 428 | 526 | -98  | 40  |
| 6    | Lons-le-Saunier | 22 | 2  | 1 | 19 | 261 | 515 | -254 | 36  |

|  | Qualifiés pour la phase finale (no 1, no 2, no 3).                                                                                          |
|  | Relégués en Fédérale 2 (no 4, no 5, no 6).                                                                                                  |
|  | V : Victoires • N : Matches Nuls • D : Défaites • PP : Points Pour (marqués) • PC : Points Contre (encaissés) • Diff : Différence de points |

### Poule 3
| Rang | Club                      | J  | V  | N | D  | Pm  | Pe  | Diff | Pts |
| ---- | ------------------------- | -- | -- | - | -- | --- | --- | ---- | --- |
| 1    | Millau                    | 22 | 13 | 1 | 8  | 409 | 359 | +50  | 49  |
| 2    | Marmande-Casteljaloux     | 22 | 10 | 3 | 9  | 404 | 406 | -2   | 45  |
| 3    | Saint-Paul-lès-Dax        | 22 | 10 | 2 | 10 | 530 | 483 | +47  | 44  |
| 4    | La Teste                  | 22 | 10 | 0 | 12 | 397 | 475 | -78  | 42  |
| 5    | Villefranche-de-Lauragais | 22 | 5  | 0 | 17 | 387 | 568 | -181 | 32  |
| 6    | Lombez-Samatan            | 22 | 4  | 0 | 18 | 344 | 636 | -292 | 30  |

|  | Qualifiés pour la phase finale (no 1, no 2, no 3).                                                                                          |
|  | Relégués en Fédérale 2 (no 4, no 5, no 6).                                                                                                  |
|  | V : Victoires • N : Matches Nuls • D : Défaites • PP : Points Pour (marqués) • PC : Points Contre (encaissés) • Diff : Différence de points |

### Poule 4
| Rang | Club           | J  | V  | N | D  | Pm  | Pe  | Diff | Pts |
| ---- | -------------- | -- | -- | - | -- | --- | --- | ---- | --- |
| 1    | Lannemezan     | 22 | 12 | 1 | 9  | 515 | 386 | +129 | 47  |
| 2    | ES Catalane    | 22 | 10 | 3 | 9  | 453 | 409 | +44  | 45  |
| 3    | Céret          | 22 | 10 | 1 | 11 | 454 | 476 | -22  | 43  |
| 4    | Valence d'Agen | 22 | 8  | 3 | 11 | 448 | 414 | +34  | 41  |
| 5    | Gourdon        | 22 | 6  | 0 | 16 | 345 | 582 | -237 | 34  |
| 6    | Saint-Sever    | 22 | 2  | 0 | 20 | 336 | 641 | -305 | 26  |

|  | Qualifiés pour la phase finale (no 1, no 2, no 3).                                                                                          |
|  | Relégués en Fédérale 2 (no 4, no 5, no 6).                                                                                                  |
|  | V : Victoires • N : Matches Nuls • D : Défaites • PP : Points Pour (marqués) • PC : Points Contre (encaissés) • Diff : Différence de points |

### Phase finale
|  | Quarts de finale | Quarts de finale |            |    | Demi-finales | Demi-finales |  |  | Finale | Finale |
|  | Quarts de finale | Quarts de finale |            |    | Demi-finales | Demi-finales |  |  | Finale | Finale |
|  |                  |                  |            |    |              |              |  |  |        |        |
|  |                  |                  |            |    |              |              |  |  |        |        |
|  |                  |                  |            |    |              |              |  |  |        |        |
|  | Lannemezan       | 33               |            |    |              |              |  |  |        |        |
|  | Lannemezan       | 33               |            |    |              |              |  |  |        |        |
|  | Argelès sur mer  | 14               |            |    |              |              |  |  |        |        |
|  | Argelès sur mer  | 14               | Lannemezan | 25 |              |              |  |  |        |        |
|  |                  |                  | Lannemezan | 25 |              |              |  |  |        |        |
|  |                  | Domont           | 15         |    |              |              |  |  |        |        |
|  | Domont           | Domont           | 15         | 18 |              |              |  |  |        |        |
|  | Domont           |                  |            | 18 |              |              |  |  |        |        |
|  | La Seyne         | 16               |            |    |              |              |  |  |        |        |
|  | La Seyne         | 16               | Lannemezan | 21 |              |              |  |  |        |        |
|  |                  |                  | Lannemezan | 21 |              |              |  |  |        |        |
|  |                  | Millau           | 29         |    |              |              |  |  |        |        |
|  | Aubenas          | Millau           | 29         | 15 |              |              |  |  |        |        |
|  | Aubenas          |                  |            | 15 |              |              |  |  |        |        |
|  | Marmande         | 22               |            |    |              |              |  |  |        |        |
|  | Marmande         | 22               | Marmande   | 9  |              |              |  |  |        |        |
|  |                  |                  | Marmande   | 9  |              |              |  |  |        |        |
|  |                  | Millau           | 14         |    |              |              |  |  |        |        |
|  | Millau           | Millau           | 14         | 29 |              |              |  |  |        |        |
|  | Millau           |                  |            | 29 |              |              |  |  |        |        |
|  | Poitiers         | 12               |            |    |              |              |  |  |        |        |
|  | Poitiers         | 12               |            |    |              |              |  |  |        |        |

## Promotions et relégations

### Clubs Promus en Pro D2
- UA Gaillac (Gaillac)
- Limoges rugby (Limoges)
- FC Grenoble (Grenoble)

### Clubs Relégués en Fédérale 2
- RO Grasse (Grasse)
- Stade nantais UC (Nantes)
- US Montmélian (Montmélian)
- RC Vichy (Vichy)
- RC Arras (Arras)
- Club sportif Lons Jura (Lons-le-Saunier)
- US testerine (La Teste)
- FC villefranchois (Villefranche-de-Lauragais)
- Lombez Samatan club (Lombez-Samatan)
- Avenir valencien (Valence-d'Agen)
- Gourdon XV (Gourdon)
- SA Sint-Sever (Saint-Sever)